# Balachadi
Balachadi – miejscowość letniskowa leżąca ok. 32 km od Jamnagaru w obecnym stanie Gudźarat w Indiach. W Balachadi w latach 1942–1946 istniał obóz dla uchodźców polskich (głównie dzieci).

## Budowa

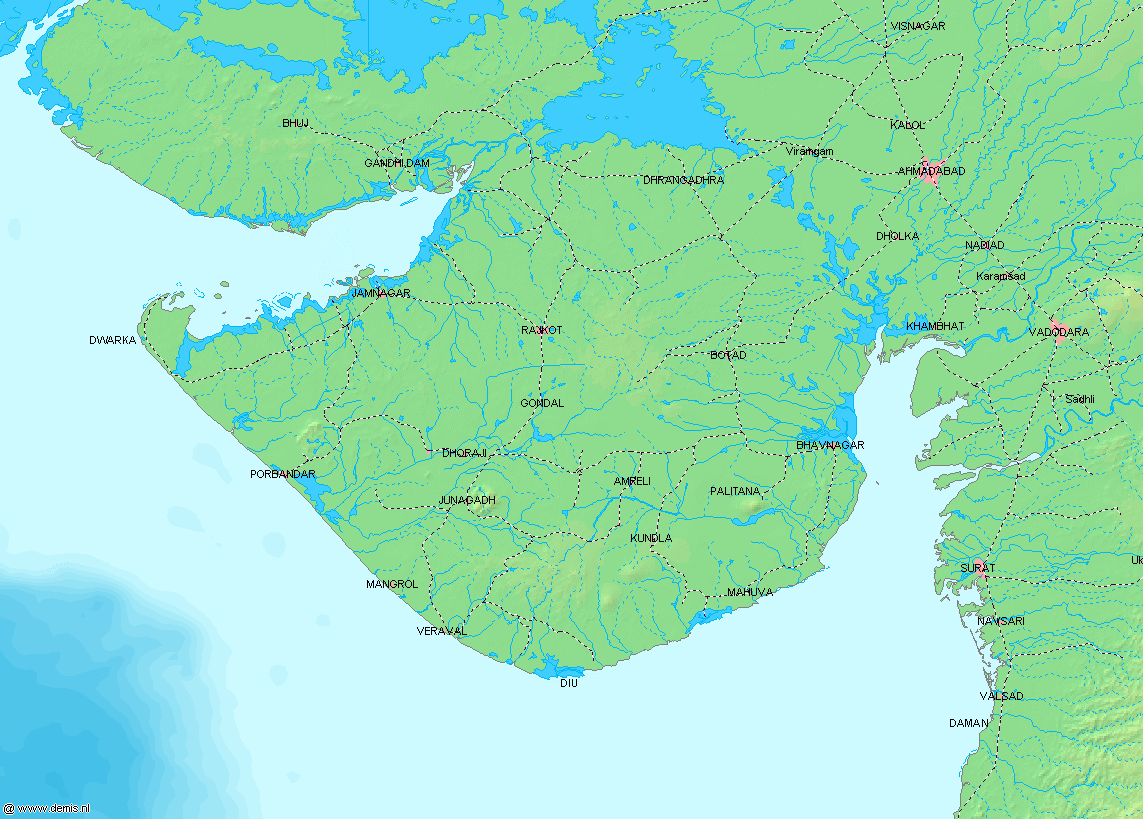
Mapa półwyspu Kathijawar

Obozy uchodźców polskich w Indiach, w tym także obozy dla polskich sierot, były organizowane przez Delegaturę Ministerstwa Pracy i Opieki Społecznej Rządu Rzeczypospolitej Polskiej na Uchodźstwie pod kierownictwem Wiktora Styburskiego, Delegata w okresie 29 maja – 30 października 1943 oraz Kiry Banasińskiej, zastępcy Delegata.
W 1942 w Balachadi na półwyspie Kathijawar nad zatoką Kaććh na Morzu Arabskim, niedaleko letniej rezydencji maharadży Nawanagaru Jama Saheba Digvijayasinhaji, powstał Polish Children Camp – osiedle mieszkaniowe, w którym w sześćdziesięciu parterowych barakach krytych czerwoną dachówką mogło mieszkać około tysiąca osób. Dokumentację techniczną opracował J.O. Jagus, główny inżynier Jama Saheba Digvijayasinhaji, a budowniczym jego sekretarz wojskowy mjr Geoffrey Clarke. Żona tego ostatniego, Catherine Clarke, pełniła początkowo obowiązki oficera łącznikowego między osiedlem a władzami indyjskimi, później objął je sam major.
Przewieziono tu także dzieci z obozu przejściowego w Bandrze na przedmieściach Bombaju. Osiedle Balachadi od początku było przeznaczone dla polskich dzieci, którym udało się wydostać z terenu ZSRR razem z armią Andersa.
Przez pewien czas osiedle nazywano także Kiranagar, od imienia Kiry Banasińskiej, zastępcy Delegata MPiOS.

## Wkład Jama Saheba Digvijayasinhaji

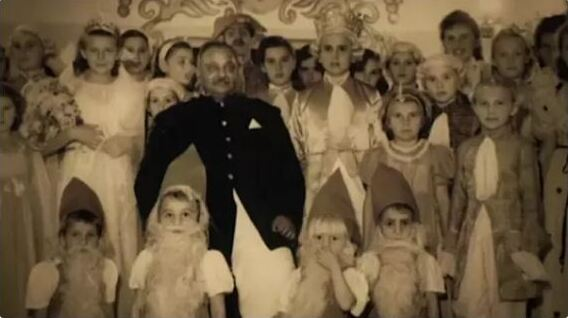
Maharadża Digvijaysinhji z dziećmi i kobietami, uchodźcami z Polski, w Boże Narodzenie 1943

Maharadża Digvijaysinhji, oprócz osobistego wkładu finansowego i własnej pracy, nakłonił także Izbę Książąt Indyjskich, aby przyjęła na siebie dobrowolne zobowiązanie utrzymania pięciuset polskich dzieci do końca II wojny światowej. W Delhi został powołany Komitet Pomocy Dzieciom Polskim, na który składały się dobrowolne ofiary osób prywatnych oraz kwoty indywidualne zadeklarowane przez kilkudziesięciu maharadżów, którzy zobowiązali się do utrzymywania do końca wojny określonej liczby dzieci. Otworzono także rachunek bankowy pod nazwą „The Polish Children’s Account”, na którym zdeponowano wyjściową dotację w wysokości 50 tysięcy rupii. Znaczną sumę w wysokości 8500 rupii zebrał Indyjski Czerwony Krzyż. W skład tego Komitetu wchodzili między innymi: katolicki arcybiskup Bombaju Thomas Roberts, przedstawiciele Izby Książąt Indyjskich, przedstawiciel rządu indyjskiego w randze wiceministra kpt. Archibald Webb, a ze strony polskiej konsul Eugeniusz Banasiński.
Digvijaysinhji powiedział dzieciom:
Nie uważajcie się za sieroty. Jesteście teraz Nawanagaryjczykami, ja jestem Bapu, ojciec wszystkich mieszkańców Nawanagaru, w tym również i wasz.
Jam Saheb brał udział we wszystkich ważnych uroczystościach, spacerował po osiedlowych uliczkach, zaglądał do bloków dzieci i rozmawiał z nimi. Żywo interesował się polską kulturą. 12 maja 1945 w osiedlu odbyło się uroczyste poświęcenie sztandaru hufca harcerskiego. Uroczystość zaszczycił swą obecnością również maharadża. Wręczając sztandar phm. Janinie Ptakowej, wygłosił piękne przemówienie. Przy pożegnaniu dzieci w 1946 maharadża osobiście przyjechał na dworzec kolejowy.

## Organizacja obozu
Obóz był z założenia przeznaczony dla dzieci w wieku 2–15 lat, starsze przenoszono do Valivade.
Komendantem obozu został ksiądz Franciszek Pluta, który zorganizował go na wzór harcerski – poranna gimnastyka, apel w szeregach zwróconych w stronę Polski. Dla starszych dzieci zorganizowano szkołę. Nauczycielkami zostały kobiety ocalone z łagrów sowieckich, które wraz z dziećmi przybyły do Indii, m.in.: Maria Skórzyna, Waleria Tyszkiewicz, Helena Krzętowska, Stefania Śliwińska, Cecylia Stachoń, Janina Dobrostańska, a także Antoni Maniak. Maharadża sprowadził z Goa, ówczesnej portugalskiej kolonii na południu Indii, trzech kucharzy, którzy umieli gotować po europejsku.
Na wysokim maszcie powiewała biało-czerwona flaga, dar polskich marynarzy z SS Kościuszko.
Hindusi bardzo szybko nauczyli się mówić po polsku i wykorzystywali tę umiejętność w reklamach ulicznych, zachwalając: „dzimną lemoniadę, dudźio gazu, dudźio soku, warszacki lody, krakoski lody”. W Balachadi, gdzie później powstała szkoła wojskowa na miejscu poprzednich polskich baraków, wykładowca Anglik nie mógł zrozumieć, dlaczego lokalni Hindusi widząc Europejczyka, mówili do niego po polsku.
Obóz zlikwidowano w 1946 roku. Niektóre dzieci po likwidacji osiedla zostały przeniesione do Valivade, dokąd przeniesiono także dzieci z sierocińców w Karaczi Country Club i Malirze.
Jednym z wychowanków był Bogdan Czaykowski (1932–2007), potem poeta, krytyk literacki i tłumacz, mieszkający na emigracji. Od grudnia 1942 do 1946 przebywał w obozie-sierocińcu, gdzie skończył szkołę powszechną. Brał tu udział w licznych imprezach artystycznych, między innymi śpiewał polskie piosenki na przyjęciach u Jam Saheba, występował też w głównej roli w inscenizacji Kordiana. Zanotował tu także swoje pierwsze wiersze.

## Obecne przeznaczenie osiedla
Obecnie w ośmiu kilkupiętrowych budynkach osiedla mieści się jedna z 24 indyjskich szkół Sainik School Society, stowarzyszenia mającego na celu przygotowanie kadry dla indyjskich szkół oficerskich pochodzącej ze wszystkich regionów i warstw społeczeństwa.